# Giovanni Zantedeschi
Giovanni Zantedeschi (Molina di Fumane, 3 de mayo de 1773 - Bovegno, 16 de mayo de 1846) fue un médico italiano y un botánico de renombre.

## Biografía
Estudia en Verona y luego en Padua, donde se gradúa con sumos honores en Medicina y en Cirugía.
Completa su entrenamiento en Verona, ejerciendo su profesión por algún tiempo en Tremosine, y sucesivamente, hasta su muerte en 1846, en Bovegno, Valtrompia.
Apasionado de la botánica, publica diez libros de la flora de la provincia de Brescia.
Era amigo del profesor Ciro Pollini (1782–1833), botánico de Verona, autor de la importante Flora Veronensis.
Zantedeschi descubre y describe la Laserpitium nitidum, familia de las apiáceas. Y primer botánico en describir la Saxifraga arachnoidea, familia de las saxifragáceas, descubierta en 1804 por el botánico checo Kaspar Maria von Sternberg (1761–1838).
Molina, su ciudad natal, le ha dedicado el Museo Botánico de Lessinia de Molina que alberga trescientas especies de la flora del altiplano lesinico con varios especímenes de orquídeas.

## Honores

### Eponimia
Habiendo mantenido correspondencia científica con el botánico alemán Kurt Sprengel (1766 - 1833) y, en reconocimiento por sus estudios, le dedica un género botánico de la familia Araceae, llamándolo Zantedeschia.
- La abreviatura «Zanted.» se emplea para indicar a Giovanni Zantedeschi como autoridad en la descripción y clasificación científica de los vegetales.[1]